# Архив популярной музыки

Пластинки серии
«Архив популярной музыки»

«Архив популярной музыки» — серия грампластинок, выпущенных фирмой грамзаписи «Мелодия» в 1988—1989 годах. Каждый диск представлял собой сборник песен одного из наиболее известных представителей англо-американской поп- и рок-музыки 1950—1970-х годов.

## История существования серии
Данная серия начала своё существование с выпуска в 1987 году менее известной серии «Рок-архив», состоявшей всего из трёх пластинок, которые позже были переизданы как выпуски «Архива популярной музыки» № 8, № 9 и № 7. Идентичными были не только списки песен на этих параллельных выпусках и тексты сопроводительных статей к ним, но и каталожные индексы пластинок; единственное отличие заключалось в оформлении конвертов серий (художником в обоих случаях выступал А. Гусев). Отличались серии и ценой: пластинки «Рок-архива» стоили 2 рубля 50 копеек, то есть как пластинки советских исполнителей; пластинки «Архива популярной музыки» продавались по цене с надбавкой за зарубежную лицензию — 3 рубля 50 копеек (обоснованность такого ценообразования сомнительна, см. ниже Вопрос авторского права). По классификации фирмы «Мелодия», обозначенной в каталожных индексах пластинок (С60… или М60…), обе серии относились к жанру «эстрада».
Составитель выпусков и автор сопроводительных статей к ним Андрей Гаврилов в интервью газете «Румба» поделился следующими подробностями о выборе названия серии:

Когда я предложил «Мелодии» эту серию, я думал, что она будет называться «Поп-архив». Именно «поп», а не «рок», потому что я хотел включить в неё и блюз, и ритм-энд-блюз, и кантри, и соул, — словом, всё то, что в Америке называется популярной музыкой. Конечно же, и собственно рок… Однако после многочасовых споров на студии я всё же согласился на «Рок-архив», ибо, на мой взгляд, не в названии дело, пусть называют, как им подсказывает «текущий момент». Главное — содержание пластинок. …Первые три пластинки вышли в свет именно под маркой «Рок-архива»… И вдруг… по непонятным до сих пор для меня причинам было решено изменить название серии и повысить цену на пластинки.
Тираж выпусков «Рок-архива» был намного меньше тиража «Архива популярной музыки», в связи с чем пластинки «Рок-архива» оказались практически недоступны массовому покупателю.

Обложки серии «Рок-архив»

Хотя имя Андрея Гаврилова как автора-составителя указано на каждой пластинке, иногда в качестве автора серии ошибочно называют других людей, связанных с данным направлением в музыке — Дмитрия Ухова (в 1980-е годы он также писал аннотации к пластинкам западных рок-музыкантов, состоя в Художественном совете «Мелодии»), Артемия Троицкого, и других.
В рамках «Архива Популярной Музыки» вышло всего двенадцать выпусков, но статья, сопровождавшая последний из них, позволяет предположить, что в планы издателей входило продолжение серии («В дальнейшем вы сможете познакомиться…»). Это же подтверждает Андрей Гаврилов в интервью 1989 году:

Готовы три диска Элвиса Пресли… Готовы три диска дуэта Саймона и Гарфанкеля… Подписаны к выпуску первая пластинка Джоан Баэз, четвёртая — «Роллинг Стоунз». Сейчас идёт работа над дисками Дженис Джоплин, Сэма Кука, Джими Хендрикса, «Дип Пёрпл», «Лед Зеппелин», «Энималз», Боба Дилана, Донована, «Трефик».
Однако, новых выпусков серии не последовало, хотя тиражи первых двенадцати выпусков допечатывались «Мелодией» и в начале 1990-х годов.

## Выпуски
| №  | Русскоязычное название                    | Параллельное англоязычное название            | Д     | К     | № пластинки          |
| -- | ----------------------------------------- | --------------------------------------------- | ----- | ----- | -------------------- |
| 1  | Группа «Дорз». Зажги во мне огонь         | Doors — Light My Fire                         | 41:57 | 8     | СТЕРЕО С60 26467 007 |
| 2  | Стиви Уандер. Солнце моей жизни           | Stevie Wonder — Sunshine of My Life           | 35:30 | 12    | СТЕРЕО С60 26825 009 |
| 3  | Группа «Криденс». Бродячий оркестр        | Creedence Clearwater Revival — Traveling Band | 37:32 | 11    | СТЕРЕО С60 27093 009 |
| 4  | Группа «Роллинг Стоунз». Игра с огнём     | Rolling Stones — Play with Fire               | 39:27 | 15    | МОНО М60 48371 000   |
| 5  | Группа «Роллинг Стоунз». Леди Джейн       | Rolling Stones — Lady Jane                    | 40:57 | 12    | СТЕРЕО С60 27411 006 |
| 6  | Группа «Лед Зеппелин». Лестница на небеса | Led Zeppelin — Stairway to Heaven             | 38:22 | 7     | СТЕРЕО С60 27501 005 |
| 7  | Элтон Джон. Городской бродяга             | Elton John — Honky Cat                        | 38:38 | 8     | СТЕРЕО С60 26123 006 |
| 8  | Группа «Дип Пёрпл». Дым над водой         | Deep Purple — Smoke on the Water              | 41:54 | 8     | СТЕРЕО С60 26033 007 |
| 9  | Элтон Джон. Твоя песня                    | Elton John — Your Song                        | 42:04 | 10    | СТЕРЕО С60 26031 002 |
| 10 | Дэвид Боуи. Человек со звёзд              | David Bowie — Starman                         | 38:03 | 7 (9) | СТЕРЕО С60 26469 001 |
| 11 | Элвис Пресли. Всё в порядке               | Elvis Presley — That’s All Right              | 36:18 | 16    | МОНО М60 48919 003   |
| 12 | Группа «Роллинг Стоунз». Все вместе       | Rolling Stones — All Together                 | 34:43 | 10    | СТЕРЕО С60 28807 006 |

Примечания
1. В сортируемой таблице сохранены орфография, пунктуация и варианты перевода английских имён исполнителей и названий альбомов на русский язык, использовавшиеся студией «Мелодия».
2. Указана чистая длительность проигрывания сборника (без межтрековых пауз), рассчитанная на основе информации, представленной на обложках пластинок.

## Вопрос авторского права
Существуют противоречивые точки зрения на соблюдение студией «Мелодия» авторских прав при выпуске данной серии. Судя по информации на конвертах и лейблах, лицензии на выпуск музыкального материала не приобретались: на пластинках отсутствовали какие-либо упоминания о правообладателях, при этом некоторые из выпусков сопровождались следующим комментарием о происхождении материала:

При составлении пластинки были использованы записи из коллекций
(далее идёт перечень фамилий — например, А. Белявцева и М. Гулина),

 которым Студия выражает благодарность.
В связи с этим, с точки зрения международного авторского права, серию следует относить к «пиратским» изданиям. Иногда серию относят к «бутлегам», но поскольку на пластинках-сборниках издавался материал, выпущенный официально до выхода серии и с сохранением авторских прав, такая классификация может быть неправомерной.
Согласно другой точке зрения
, ввиду того факта, что СССР подписал Женевскую конвенцию по авторскому праву только в 1973 году (и то лишь частично), «Мелодии», действовавшей в Советском правовом пространстве, формально не требовалось платить за издание материала, записанного до этого временно́го «рубежа».

## Значение серии для меломанов в СССР
В СССР доступность записей в жанре «рок» была очень ограниченной: «Мелодия», фирма-монополист, выпускала такой материал как правило в сборниках, среди образцов музыки, мало похожих по характеру и стилю, иногда искажая информацию о названиях или авторстве материала. Тираж этих пластинок чаще всего не был в состоянии удовлетворить спрос на них. 
Массовое распространение рок-музыки осуществлялось подпольным копированием с пластинок, которые в частном порядке привозились с Запада. Музыка переписывалась у знакомых магнитофонным способом, и до большинства слушателей доходила далеко не первая магнитофонная копия. После многократного переписывания качество получаемых записей неизбежно страдало.
На этом фоне серия «Архив популярной музыки» отличалась сравнительно высоким «виниловым» качеством записи (хотя и вызвавшим нарекания со стороны филофонистов, у которых имелись «фирменные» пластинки), и была выпущена достаточно большим тиражом, в связи с чем изданная музыка оказалась доступна массовому покупателю легально и в основном по официальным ценам.
Кроме того, каждая пластинка серии сопровождалась подробной статьёй о творческой истории представленных в данном выпуске музыкантов. Журналы и книги с информацией о рок-музыкантах, ввезённые из-за рубежа или напечатанные способом самиздата, также представляли в СССР редкость, поэтому информация с конвертов данной серии оказались для многих меломанов своеобразным введением в историю рок-музыки.